# Обигели Эзеквесили
Обиджели Эзеквисили (анг. Obiageli Ezekwesili родилась 28 апреля 1963 года) больше известная, как Оби Эзеквисили - нигерийский дипломированный бухгалтер и политик из штата Анамбра. Она является женой пастора Неду Эзеквисили из Искупленной христианской церкви Божьей. Будучи одним из первых директоров Transparency International, стала одним из сооснователем этой глобальной антикоррупционной организации, базирующейся в Берлине. Занимала должность федерального министра твердых минералов, а затем федерального министра образования во времена второго президентского срока Олусегуна Обасанджо. После этого с мая 2007 по май 2012 года занимала должность вице-президента африканского подразделения Всемирного Банка. В 2018 году была номинирована на Нобелевскую премию мира.

## Образование
Оби Эзеквисили получила степень магистра международного права и дипломатии в Университете Лагоса, а также степень магистра государственного управления Школы управления им.Кеннеди Гарвардского университета. Прошла подготовку в международной компании "Делойт", получив квалификацию дипломированного бухгалтера.
Перед работой в правительстве Нигерии Эзеквисили работала с профессором  Джеффри Саксом в Центре международного развития в Гарварде.

## Правительство Обасанджо
Эзеквисили начала свою работу в правительстве Обасанджо с должности первого главы бюджетного мониторинга и исследования цен (также именуемого Отделом надлежащего процесса). Именно из-за работы на этой должности она заработала прозвище "Мадам надлежащего процесса" за выдающийся вклад, что она и её команда внесли в дело оздоровления государственных закупок на федеральном уровне в Нигерии.
В июне 2005 года Эзеквисили была назначена министром твердых минералов. На этом посту она провела энергичную реформу, которая привела к признанию Нигерии в качестве надежного партнёра для инвестиций в добывающий сектор экономики. Так же она была председателем Инициативы по открытости в нигерийской добывающей промышленности (NEITI), где впервые провела внедрение мировых стандартов и принципов прозрачности в нефтяном, газовом и добывающем секторах экономики.
В июне 2006 года Эзеквисили была назначена федеральным министром образования и проработала на этом посту до своего назначения во Всемирный банк в мае 2007 года.

## Дальнейшая карьера
В марте 2007 года президент Всемирного банка Пол Вулфовиц анонсировал назначение Эзеквисили вице-президентом по африканскому региону с 1 мая 2007 года. В 2012 году она успешно завершила пребывание в этой должности, на которой отвечала за операции Банка в странах Африки, расположенных к югу от Сахары и осуществляла контроль за кредитным портфелем более 40 млн долларов.
Эзеквисили стала одним из сооснователей организации Transparency International, став одним из её первых директоров. В качестве старшего экономического советника в финансируемой Джорджем Соросом организации Открытое общество, Эзеквисили консультировала девять приверженных реформам глав африканских государств, включая президентов Руанды Поля Кагаме и Либерии Эллен Джонсон-Сирлиф.
1 октября 2012 года один из мировых телекоммуникационных лидеров, оперирующий в 20 странах, компания Bharti Airtel назначила Эзеквисили членом своего Совета. Она так же вошла в состав советов Всемирного фонда дикой природы (WWF), Школы общественной политики Центрально-Европейского Университета, Центра глобального лидерства Университета Тафтса.
В мае 2012 года была награждена званием почетного доктора наук Университета сельского хозяйства Нигерии. В 2014 году вошла в список BBC 100 женщин.